# Пол, Роберт Уильям
Роберт Уильям Пол (англ. Robert W. Paul; 3 октября 1869, Хайбери, Большой Лондон — 28 марта 1943, Патни, Лондонское графство) — британский кинорежиссёр, продюсер, механик и оптик.

## Биография
В марте 1895 года Уильям Пол почти одновременно с братьями Люмьер, создал съемочную кинокамеру, а в марте 1896 года получил патент на проекционный аппарат под названием «биоскоп» (впоследствии переименованный в «аниматограф»). Покупателям своих аппаратов Пол предлагал большой выбор фильмов, снятых на натуре — «Волны на море», «Рысистые испытания Дерби», «Игра в мяч», «Лошадиная ярмарка в Барнете».
Успех игровых сюжетов в программах братьев Люмьер и Эдисона побудил Уильяма Пола заняться производством аналогичных фильмов. В 1897 году в его каталоге появился первый игровой 20-метровый фильм «Ухаживание солдата». За ним последовала целая серия комических сцен: «Новая служанка», «Детский чай», «Расклейщик афиш». Сюжеты их были примитивны: новая служанка из-за своей неповоротливости бьет посуду; расклейщик афиш клеит их вверх ногами; ребятишки выплескивают чай друг на друга.
В 1898 году Роберт Пол построил в Лондоне первую в стране киностудию. Это был застекленный павильон размером 7x5 метров. Передняя стенка распахивалась, как ворота, и съемочная камера выдвигалась по рельсам наружу. Первые фильмы снимались при естественном освещении. Декорации рисовались на холсте. Несколько позднее Пол придумал и сконструировал ряд приспособлений, позволявших ему производить простейшие трюковые съёмки.

## Фильмография
- Дерби ("The Derby") (1895)
- Бушующее море, вызвавшее наводнение в Дувре ("Rough Sea at Dover") (1895)
- Грабители ("Footpads") (1896)
- Лошадиная ярмарка в Барнете ("Barnet Horse Fair") (1896)
- Ограбление ("Robbery") (1897)
- Пошли скорее, давай! ("Come along Do!") (1898)
- Скрудж и Дух Марли ("Scrooge, or, Marley's Ghost ")(1901)
- Соотечественник впервые смотрит движущиеся картинки[источник не указан 4065 дней] ("The Countryman and Cinematographer") (1901) (В этом коротком фильме используется репроекция.);
- Экстраординарная авария с участием такси ("Extraordinary Cab Accident") (1903);
- Купите себе вишни ("Buy Your Own Cherries") (1904). В фильме прослеживается влияние национального духа. Главными чертами являются сюжетность и английский юмор. В течение фильма мы постоянно наблюдаем игру слов: вишня (cherry), которую пытается съесть бедняк, не заплатив, и напиток шерри, который хочет выпить все тот же незадачливый герой;
- Загадочный автомобилист' ' ("The '?' Motorist") (1906). В фильме появляются эпизоды с анимацией.